# Саммер Фонтана
Саммер Фонтана (англ. Summer Fontana; нар. 7 грудня 2008, Кантон, Огайо, США) — американська акторка кіно та телебачення. Найбільш відома своєю роллю Хоуп Майклсон у серіалі Первородні (2017), та Джин Грей в дитинстві у фільмі Люди Ікс: Темний Фенікс (2019)

## Життєпис
Саммер народилася 7 грудня 2008 року в Кантоні, Огайо у родині Мередіт і Брайана Фонтана. Саммер — єдина дитина в сім'ї, але у неї багато кузенів і кузин. У 2005 році сім'я дівчинки переїхала до Атланти, Джорджія, де Саммер пішла на акторські курси.
Дівчинка знялася в декількох рекламних роликах, отримувала невеликі ролі в кіно. У 2017 році Саммер Фонтана була затверджена на роль Говп Майклсон в популярному американському серіалі Первородні, який і приніс їй популярність. Саме після цієї ролі Саммер привернула до себе увагу, вона отримала роль Джин Грей у фільмі Люди Ікс: Темний Фенікс, прем'єра якого відбулася на 6 червня 2019 года.
Нині Саммер Фонтана мешекає в Атланті, штат Джорджія зі своїми батьками.

## Фільмографія
| Телебачення | Телебачення             | Телебачення            | Телебачення             | Телебачення                                     |
| Рік         | Назва                   | Оригінальна назва      | Роль                    | Примітки                                        |
| ----------- | ----------------------- | ---------------------- | ----------------------- | ----------------------------------------------- |
| 2015        | Провидці                | The Seers              | третя студентка         | 1 епізод                                        |
| 2016        | Тітоньки                | Auntie                 | Аліса                   |                                                 |
| 2016        | Новорічний корпоратив   | Office Christmas Party | Маленька дівчинка       | фільм                                           |
| 2016        | Обичні відьми           | Basic Witches          | Едісон                  |                                                 |
| 2016        | Селфі Кармін            | Karmin's Selfie        | Крихітка                | короткометражний                                |
| 2017        | Первородні              | The Originals          | Хоуп Майклсон           | телесеріал, головна роль (4 сезон, 13 епізодів) |
| 2019        | Люди Ікс: Темний Фенікс | X Man: Phoenix Dark    | Джин Грей (у дитинстві) | фільм                                           |
| 2020        | Аутсайдер               | The Outsider           | Майя Мейтленд           | мінісеріал                                      |
| 2020        | Чарівники               | The Magicians          | філлоріанська дитина    | серіал                                          |
| 2021        | Спадок                  | Legacies               | Хоуп Маршалл            | 1 епізод                                        |